# Välsviken
Välsviken är en stadsdel i östra Karlstad. Stadsdelen består främst av Välsvikens handelsområde. 2010 öppnades den första butiken på Välsvikens handelsområde i form av en ICA Kvantum-butik. Numera innefattar handelsområdet ytterligare fem olika butiker som drivs av Jula, Elgiganten, Lager 157, Stadium Outlet och sedan november 2013 har även den norska sportkedjan XXL en butik på området. Senaste tillskottet är en snabbmatsrestaurang enligt KFC-konceptet, den andra i Sverige.
Handelsområdet betjänas av två stadsbusslinjer.

## Välsvikens station
Strax söder om handelsområdet finns Välsvikens station på Värmlandsbanan, belägen 5 kilometer öster om Karlstads centralstation. Stationen trafikeras av Värmlandstrafiks tåg på linjen Charlottenberg–Degerfors. Den började trafikeras i juni 2003 och invigdes officiellt den 4 september 2003 av landshövding Kerstin Wallin. Från Välsvikens station finns anslutningsbussar till Karlstads universitet.